# مرصد الأزهر لمكافحة التطرف
مرصد الأزهر لمكافحة التطرف هو أحد المؤسسات التابعة للأزهر الشريف، اُفتتح في 30 يونيو 2015، أنشأ ليكون أحد أهم الدعائم لمؤسسة الأزهر، وصفه شيخ الأزهر بأنه عين الأزهر الناظرة على العالم، يعمل المرصد بـ 12 لغة أجنبية حية فضلًا عن العربية، وهي: الإنجليزية، الفرنسية، الألمانية، الإسبانية، العبرية، الأوردية، الفارسية، اللغات الإفريقية، الإيطالية، التركية، الصينية واليونانية يقوم من خلالها بقراءة وتتبع ما يتم نشره بهذه اللغات عن الإسلام والمسلمين مع التركيز على ما ينشره المتطرفون من أفكار ومفاهيم مغلوطة. وذلك متابعة منه لما يحدث في العالم من مستجدات وقضايا، ويعمل على رصدها ومتابعتها وتحليلها أولاً بأول والرد عليها بموضوعية وحيادية لنشر الفهم الصحيح لتعاليم الإسلام ووسطيته ومن ثم مجابهة الفكر المنحرف والمتطرف وتفكيكه لتحصين الشباب من مختلف الأعمار من الوقوع فريسة في براثنه.
يتكون المرصد من مجموعات من الشباب والباحثين الذين يجيدون العديد من اللغات الأجنبية إجادة تامة، ويتابعون كل ما ينشر عن الإسلام والمسلمين في العالم على مواقع الإنترنت وصفحات التواصل الاجتماعي ومراكز الدرسات والأبحاث المعنية بالتطرف والإرهاب ودراسة أحوال المسلمين والقنوات التليفزيونية وإصدارات الصحف والمجلات باللغة العربية وثمان لغات أجنبية حية، ويردون عليها من خلال لجان متخصصة.

## وصلات خارجية
- الموقع الرسمي للمرصد.
- الصفحة الرسمية للمرصد على موقع فيس بوك.